# IL Vestar
Idrettslaget Vestar var en norsk idrottsförening från Oslo grundad  22 februari 1953 som Vestlendingenes IL.1960 ändrades namnet till IL Vestar med sektioner för handboll och friidrott. Ursprungliga namnet framhäver klubbens status som en förening för inflyttare till Oslo från västlandet.

## Handboll
Klubben är mest känd för sitt kvinnliga handbollslag, som dominerade högstaligan under 1970-talet. Klubben vann åtta seriesegrar i rad 1972-1979. Även1989 vann man seriemästerskapet. Klubben är fortsatt näst mest framgångsrik efter Larvik HK. Klubbens främsta internationella merit var semifinalen 1977 i Europacupen, där Vestar förlorade mot SC Leipzig. Klubbens mest kända spelare är Karen Fladset, som vann norska skytteligan fyra gånger på 1970-talet. Kristin Midthun, Linn Siri Jensen, Ingrid Steen och Cathrine Svendsen är fyra också kända spelare. Damhandbollslaget vann två norska cuptitlar, nio serietitlar (vann serien) och tre slutspelsmästerskap perioden 1972 till 1989. 1993 gick Vestars elitsatsning in i Refstad-Veitvet. Samarbetet tog slut några säsonger senare. 1 januari  2002 lade Vestar IL ned sin handbollssektion och gick ur Norges Handbollförbund.

## Friidrott
I friidrott var deras mest kända utövare sprintern Richard Simonsen. En sprinter  till vann guld i nationsmästerskapet, Kåre Magne Åmot på 100 meter  1980 och 1981. Handbollsspelaren Karen Fladset  var också en god diskuskastare med två norska mästerskapstitlar. Leif Rise vann silver och brons diskuskastning och kulstötning, Astrid Skei vann ett silver i spjutkastning och John Kristian Johnsen och Oddvin Moland vann silver and brons medaljer i tresteg. Idrottsledaren Marit Wiig är också en känd föreningsmedlem. 2010 lades klubben ner då även friidrotten avvecklades.